# Phostria cupriflavalis
Phostria cupriflavalis là một loài bướm đêm trong họ Crambidae.